# Gianluigi Nuzzi
Gianluigi Nuzzi (Milaan, 3 juni 1969) is een Italiaanse onderzoeksjournalist, schrijver en tv-presentator. Hij werkte sedert 1996 als beroepsjournalist, onder meer voor Corriere della Sera.
Nuzzi verwierf vooral bekendheid sedert 2009, met zijn boek Vaticaan BV, een bestseller over mistoestanden in het Vaticaan. Zijn boeken werden vertaald in onder meer het Engels, Frans, Duits en Nederlands. Vertrouwelijke informatie kreeg Nuzzi niet zelden van klokkenluiders zoals Paolo Gabriele die aan de oorsprong lag van Vatileaks.

## Publicaties
- Vaticano S.p.A. Da un archivio segreto la verità sugli scandali finanziari e politici della Chiesa. Uitgeverij Chiarelettere, 2009. ISBN 978-88-6190-067-7. Nederlandse vertaling Vaticaan BV. Uitgeverij Bert Bakker 2011. ISBN 978 90 351 3574 1.
- Metastasi. Sangue, soldi e politica tra Nord e Sud. La nuova 'ndrangheta nella confessione di un pentito, met Claudio Antonelli. Uitgeverij Chiarelettere, 2010. ISBN 978-88-6190-110-0. Engelse vertaling Blood Ties, ISBN 9781509853809.
- Sua Santità. Le carte segrete di Benedetto XVI. Uitgeverij Chiarelettere, 2012. ISBN 978-88-6190-095-0. (Ebook in Engelse versie Ratzinger was afraid, 2013, ISBN 9788896337080).
- Via Crucis. Da registrazioni e documenti inediti la difficile lotta di Papa Francesco per cambiare la Chiesa. Uitgeverij Chiarelettere, 2015. ISBN 978-88-6190-804-8. Nederlandse vertaling De Kruistocht. Uitgeverij Balans 2016. ISBN 978 94 600 3124 3.
- Merchants in the Temple. Uitgeverij Henry Holt and Co, 2015. ISBN 9781250106247.
- Peccato originale. Conti segreti, verità nascoste, ricatti: il blocco di potere che ostacola la rivoluzione di Francesco. Uitgeverij Chiarelettere, 2017. ISBN 978-88-6190-840-6.